# Peridea
Peridea is een geslacht van vlinders van de familie tandvlinders (Notodontidae).

## Soorten
- P. aliena Staudinger, 1892
- P. anceps

Eikentandvlinder Goeze, 1781
- P. antennalis Bryk, 1950
- P. basilinea Wileman, 1911
- P. dichroma Kiriakoff, 1959
- P. elzet Kiriakoff, 1963
- P. gigantea Butler, 1877
- P. graeseri Staudinger, 1892
- P. himalayana Kiriakoff, 1974
- P. hoenei Kiriakoff, 1963
- P. interrupta Kiriakoff, 1963
- P. jankowskii Oberthür, 1879
- P. korbi (Rebel, 1918)
- P. lativitta Wileman, 1911
- P. moltrechti Oberthür, 1911
- P. monetaria Oberthür, 1879
- P. murina Kiriakoff, 1974

- P. musculus Kiriakoff, 1963
- P. oberthüri Staudinger, 1892
- P. pacifica Moltrecht, 1914
- P. pseudolativitta Dierl, 1978
- P. sikkima Moore, 1879
- P. swata Kiriakoff, 1974
- P. takasagonis Matsumura, 1929
- P. trachitso Oberthür, 1894